# Паус, Иоганн Вернер
Иоганн Вернер Паус, Иоганн-Вернер Паузе, Вахромей Паус, Баус (нем. Johann Werner Paus; 1670, Зальц (Саксония) или Тюрингия — 13 марта 1735, Петербург) — немецкий учёный, живший в России, который выучил русский язык и стал писать стихи на новый манер, принятый в немецкой поэзии (наперекор царившей в отечественной литературе силлабике), благодаря чему он считается основателем русской силлабо-тоники.

## Биография
С ранних лет отличался большими способностями к иностранным языкам, а также к прочим наукам и к музыке. Получил образование в Йене и других университетах Германии, закончив учиться в Галле со степенью магистра философии. На родине писал немецкие и латинские стихи.
Приехал в Москву в 1701-м или в январе 1702 года, был приглашен Иоганном-Рейнгольдом фон-Паткулем. Сначала был воспитателем детей лейб-медика Л. Блюментроста. В 1704 году попал в школу пастора Глюка, где стал преподавателем. Тогда же он начал учить русский язык, используя грамматики М. Смотрицкого и Г. Лудольфа. Он был обширно образован: знал «латинский, немецкий, греческий и еврейский языки, географию, „политику“ (историю), философию, физику, логику, этику, пение, увлекался методикой преподавания и педагогикой. За два года своей работы он составил несколько учебных пособий, в том числе хронологическую таблицу по истории (библейской, римских императоров, европейских правителей)».
В 1705 году скончался пастор Глюк и Паус занял его место с званием ректора гимназии, продолжая преподавать риторику, политику, философию, физику, логику, этику ученикам старших классов. На следующий год по неустановленным причинам Паус был вынужден оставить школу (по некоторым указаниям — за его «многие неистовства и развращение», за продажу школьных учебников в свою пользу), его место занял И. Х. Битнер.
Вслед за этим он занимался переводами и стихосложением, а также работая долгое время домашним учителем у разных вельмож, (может быть и у царевича Алексея, преподавая ему географию и историю), пользовался покровительством Т. Кельдермана и жил в его доме. Пётр Великий, который был знаком с ним лично, поручал ему переводы и составление «экстрактов», так, по заданию императора в 1711 году была написана «История о создании и взятии Царьграда».
В 1724 году Паус был приглашен в открытую в Петербурге Академию Наук и зачислен в её штат переводчиком, став первым человеком, занявшим эту должность. По заданию Петра работал также над сведением русских летописей для составления отечественной истории.

## Значение поэзии
Доринде! что меня сожгати,

бывати в пепел последи?

Тебя я могу нарицати

Свирепу, хоть смеешься ты.

Почасте ты рожам подобна,

Почасте и кропивам ровна.

Твой глаз магнит в себе имеет,

а ум так твердый бут алмаз;

Лицо твое огнём блистает,

а сердце лед есть и мороз.

Твой взор (тебя живописати)

Похочет василиск бывати.
В историю отечественной литературы Паус вошел тем, что считал силлабическое стихотворство стесняющим развитие русского стиха. Он предпринимал попытки приспособить немецкую силлабо-тоническую систему к русскому стиху. Он представил в Академию Наук рукопись «Наблюдения, мысли и опыты касательно русской литературы и истории…», где подводил теоретическое обоснование этой мысли. Отечественный литературовед Павел Берков пишет: «Стихи Пауса едва ли оказали какое-либо значительное и, главное, непосредственное влияние на развитие русской поэзии, хотя высказывалось предположение, что Тредиаковский мог использовать идею Пауса, ознакомившись в Архиве Академии Наук с бумагами русско-немецкого поэта. Гораздо важнее отметить то, что Паус не только практически, но и теоретически восставал против русского силлабического стиха и, несомненно, пропагандировал идею применения тонического стихосложения в русском языке».
Относительно од Пауса по торжественному случаю исследователи говорят: «в историко-литературной перспективе стихотворение И. В. Пауса представляет собой один из первых текстов, в котором складывается панегирически-одическая топика, пришедшая, вероятнее всего, из немецкой придворной оды конца XVII в.»

## Сочинения и переводы
Рукописи грамматических сочинений Пауса сохранились в БАМ и СПбФ АРАН.
- 1705—1706: сравнительная русско-немецкая грамматика (где он собирает и систематизирует русские пословицы и поговорки).
- 1706 год: первые стихотворные опыты и переводы
- 1711: написана «История о создании и взятии Царьграда» (изд. в Москве в 1713 году в сокращенном варианте как «История о разорении последнем святого града Иерусалима от римского цесаря Тита сына Веспасианова. Вторая о взятии славного столичного града греческого Константинополя, иже и Царьград, от турскаго салтана Махомета второго»; переизд.: 1716, 1723).
- «Observationes, inventas et experimenta circa literaturam et historiam russicam…» («Наблюдения, мысли и опыты касательно русской литературы и истории…»)

### Стихи
- Любовная элегия «К Доринде»
- торжественные стихи на события придворной жизни, ода в честь Полтавской битвы, женитьбы царевича Алексея.
- фривольное «Красным и пригожим девушкам и вдовицам»
- «Поздравление на новой год, иже Державнейшему и Августейшему великому Государю Царю и великому князю Петру Алексеевичу всеа великия малыя и белыя Росии Самодержцу и победителю кою покорностию малыми стихословными словесами, но великим сердечным желанием подносит Его царскаго величества нижайши раб»
- «Застольная песня» (Для чего не веселиться? // Бог весть, где нам взавтра быть!) — подражание Гаудеамусу, авторство приписывается.

### Переводы
- 1706 (?): перевод педагогических сочинений Я. А. Коменского (с лат.)
- Перевод книги Эразма Роттердамского «De civitate morum» — изд. как «Книжица златая о гожении нравов»
- Перевод «Книги о воспитании девиц» неизвестного автора.
- 1717: книга X. Гюйгенса Cosmoteoros — «Книга мирозрения, или Мнение о небесноземных глобусах и их украшениях» (изд. в Москве, по предположению П. П. Пекарского, перевод выполнен Паусом).
- 1719: подготовка к печати книги «Юности честное зерцало» (частичный перевод неизв. источника)
- 1719: перевод на рус. яз. врача Лаврентия Блюментроста «Объявление о лечительных водах, сысканных на Олонце»
- Перевод на нем. яз. «Нестеровой летописи» (по списку петровской копии Радзивилловской летописи; опубликована в отрывках Г.-Ф. Миллером в 1732 в «Sammlung russischer Geschichte»).
- Перевод на нем. яз. «Торгового устава» 1667 г.
- Перевод на нем. яз. «Уставной грамоты» 1674 г.

В «Каталоге писателей, объясняющих российскую историю» Селлия ему приписываются следующие сочинения на немецком языке: «Показание всех русских великих князей новгородских, суздальских, рязанских, владимирских, московских, галицких и проч.»; «Родословное описание всех русских князей, бояр и древних благородных русских фамилий»; «Описание рек, дорог, городов и знатнейших мест, с показанием верст русских». Но по предположению митрополита Евгения эти сочинения — только лишь переводы, первое — «Синопсиса» Киевского, второе — «Родословной дворянской книги», и третье — «Большого чертежа».